# Список второстепенных персонажей телесериала «Друзья»
Это список основных второстепенных персонажей американского телевизионного сериала (ситкома) «Друзья».

## Родственники главных героев

### Родственники Чендлера Бинга

#### Хелена Хэндбаскет / Чарльз Бинг
Хелена Хэндбаскет (англ. Helena Handbasket; актриса — Кэтлин Тёрнер), также известная как Чарльз Бинг (англ. Charles Bing) — биологический родитель Чендлера Бинга. Она развелась с матерью Чендлера и ушла из семьи вместе с дворецким, мистером Гарибальди, когда Чендлеру было 10 лет. Хелена выступает в Лас-Вегасе с собственным шоу под названием «Вива Ласгейгас»
Хелена — транс-женщина, однако в сериале её называют геем или дрэг-квин.

#### Нора Тайлер Бинг
Нора Тайлер Бинг (англ. Nora Tyler Bing, актриса — Морган Фэйрчайлд) — мать Чендлера Бинга. Она популярная писательница эротических романов-бестселлеров. В первый раз появляется в 11-й серии 1-го сезона («Эпизод с госпожой Бинг» (англ. The One With Mrs. Bing)).

#### Эрика
Эрика (англ. Erika, актриса — Анна Фэрис) — мать детей Чендлера и Моники. Финальная серия.

### Родственники Моники и Росса Геллеров

#### Бен Геллер
Бен (англ. Ben Geller, актёры — Чарльз Томас Аллен (англ. Charles Thomas Allen), Джон Кристофер Аллен (англ. John Christopher Allen), Коул Спроус (англ. Cole Sprouse)) — сын Росса Геллера и Кэрол. Он родился в конце первого сезона сериала, а к концу «Друзей» ему уже было девять лет. Бэн воспитывается бывшей женой Росса, Кэрол, и её женой, Сьюзан, но Росс также участвует в воспитании сына.

#### Джек Геллер
Джек Геллер (англ. Jack Geller, актёр — Эллиотт Гулд (англ. Elliot Gould)) — отец Моники и Росса. Хотя Джек вечно ссорится с женой и является никудышным отцом, он фактически всегда заботится о детях и поддерживает их. В первый раз появляется во 2-й серии 1-го сезона («Эпизод с сонограммой в конце» (англ. The One with the Sonogram at the End)).
Джек известен тем, что вставляет различные замечания и отпускает шутки невпопад. Он также курит в тайне ото всех. Любит входить к девушкам в процессе переодевания.

#### Джуди Геллер
Джуди Геллер (англ. Judy Geller, актриса — Кристина Пиклз (англ. Christina Pickles)). Мать Моники и Росса, жена Джека Геллера. Она не чает души в сыне и постоянно критикует дочь по разным пустякам, однако ее мать тоже критиковала в свое время. В первый раз появляется во 2-й серии 1-го сезона («Эпизод с сонограммой в конце» (англ. The One with the Sonogram at the End)).

#### Айрис Геллер
Айрис Геллер (англ. Iris Geller, актриса — Беверли Гарленд (англ. Beverly Garland)) — тётя Моники и Росса, обучает девушек игре в покер.

#### Лилиан Геллер
Лилиан Геллер (англ. Lilian Geller, актриса — Элинор Донахью (англ. Elinor Donahue)) — тётя (сестра мамы) Моники и Росса, появляется в серии где Нана умирает дважды в больнице и при подготовке к похоронам.

#### Кейси Геллер
Кейси Геллер (англ. Cassie Geller, актриса — Дениз Ричардс (англ. Denis Richards)) — двоюродная сестра (кузина) Моники и Росса, приехавшая в седьмом сезоне на свадьбу Моники и Чендлера. Ей негде остановиться: она настолько сексуальна, что все её временные соседи начинают приставать к ней в той или иной степени — Чендлер, Росс и даже Фиби.

#### Эмма Геллер-Грин
Эмма Геллер-Грин (англ. Emma, актрисы — Кали и Ноэль Шелдон) — дочь Росса и Рэйчел, появившаяся на свет в начале девятого сезона сериала. Была зачата во время подготовки к свадьбе Моники и Чендлера («результат просроченного презерватива и дешёвого вина»).

#### Эрика и Джек
Дети-близнецы Чендлера и Моники, которых они усыновили сразу после рождения в конце 10 сезона. Их мать — молодая девушка Эрика из штата Огайо.

### Родственники Рэйчел Грин

#### Леонард Грин
Доктор Леонард Грин (англ. Dr. Leonard Greene, актёр — Рон Либман (англ. Ron Leibman)) — отец Рэйчел Грин. Кардиолог и обладатель роскошной яхты. Он богатый, грубый и неприветливый человек, требующий от своих детей послушания и высоких результатов во всём. Леонард развёлся со своей женой и матерью Рэйчел, Сандрой, вскоре после начала событий сериала. Инициатором развода являлась Сандра.
По его словам, Рэйчел — единственная из его дочерей, которой он гордится.

#### Сандра Грин
Сандра Грин (англ. Sandra Greene, актриса — Марло Томас (англ. Marlo Thomas)) — мать Рэйчел Грин и бывшая жена Леонарда Грина. Она во многом походит на Рэйчел до начала самостоятельной жизни: привязана к деньгам и роскоши, не умеет работать и жить самостоятельно, имеет надменный характер. Но несмотря на это, Сандра — добрая и общительная женщина.

#### Эми Грин
Эми Грин (англ. Amy Greene, актриса — Кристина Эпплгейт (англ. Christina Applegate) — сестра Рэйчел Грин. Она — хамская, глупая, тщеславная, мелочная и очень надменная хулиганка, которую не интересует мнение других. В сериале она появляется дважды, приходя к Рэйчел после ссор с молодыми людьми. Проколола уши маленькой Эмме, не спросив разрешения у родителей; после чего решила стать стилистом для детей. В случае смерти Росса и Рэйчел хотела получить Эмму чтобы найти свою судьбу как в фильме, после отказа от этого была очень огорчена.

#### Джилл Грин
Джилл Грин (англ. Jill Greene, актриса — Риз Уизерспун (англ. Reese Witherspoon)) — младшая сестра Рэйчел Грин. Появляется в сериале после ссоры с отцом. Она — довольна красивая, но бессердечная, вредная и избалованная девушка которая только и делает, что думает о ценных вещах. Имеет непродолжительный роман с Россом с целью насолить Рэйчел. По словам Эми Грин, к десятому сезону набрала лишний вес.

### Родственники Фиби Буффе

#### Фрэнк Буффе Старший
Фрэнк Буффе Старший (англ. Frank Buffay Sr., актёр — Боб Балабан (англ. Bob Balaban)) — биологический отец Фиби Буффе. Фиби постоянно предпринимает попытки его отыскать, но сам он появляется в сериале лишь однажды — когда умирает бабушка Фиби. Именно от Фрэнка к Фиби пришла мелодия песни Драный кот (англ. Smelly Cat, дословно — «Вонючий кот»). Колыбельную песню с этим мотивом он пел Фиби и Урсуле в детстве. Фрэнк ушел из семьи так как считал себя плохим отцом, не знал, что Лили Буффе (воспитывавшая Фиби и Урсулу) покончила с собой и девочки остались без присмотра.
Есть сын — Фрэнк Буффе Младший.

#### Фрэнк Буффе Младший
Фрэнк Буффе Младший (англ. Frank Buffay Jr., актёр — Джованни Рибизи (англ. Giovanni Ribisi)) — брат Фиби Буффе по отцу. Фиби обнаружила его во время очередной попытки найти отца. Фрэнк вырос в неблагоприятной обстановке и не всегда адекватно воспринимает вещи. Кроме того, он имеет странное хобби — плавить всё, что попадётся ему под руку.
В четвертом сезоне сериала Фрэнк Буффе Младший женится на Элис, преподавательнице домашнего хозяйства, которая старше его на два десятка лет. Поскольку пара не может иметь детей (по причине возраста Элис), они обращаются к Фиби и та соглашается стать суррогатной матерью. Позже она рожает для них тройню (сына Фрэнка Буффе младшего, младшего и дочерей Лэсли и Чендлер).
Впервые появляется в сериале в шестом эпизоде второго сезона, когда Фиби и Рэйчел сидят и разговаривают около Центральной кофейни о выручке Фиби (8 долларов, 27 центов и презерватив). Фиби как раз рассказывает: «…а за „Драного кота“- всего 25 центов и презерватив». Подбегает парень и просит вернуть презерватив обратно… Безусловно, эта встреча не учитывается в дальнейших сезонах.

#### Урсула Памела Буффе
Урсула Памела Буффе (англ. Ursula Pamela Buffay, актриса — Лиза Кудроу (англ. Lisa Kudrow)) — сестра-близнец Фиби Буффе. Сёстры не ладят друг с другом и практически не общаются. В отличие от чудаковатой, но доброй Фиби, она — мерзкая, своенравная и аморальная девушка. Урсула была персонажем американского сериала «Без ума от тебя», который шел в сетке вещания NBC одновременно с«Друзьями». В обоих сериалах она работает официанткой в одном из ресторанов. Впервые появляется в «Эпизоде с двумя частями» (англ. The One with Two Parts).
Фиби несколько раз знакомится с людьми, которые путают её с Урсулой. Кроме того, Урсула снимается в порнографическом фильме под именем Фиби и продаёт её свидетельство о рождении (именно поэтому у Фиби, в отличие от Урсулы, нет второго имени).

#### Фиби Эббот
Фиби Эббот (англ. Phoebe Abbott, актриса — Терри Гарр (англ. Terry Garr)) — биологическая мать Фиби Буффе, проживающая в Монтоке. Фиби знакомится с ней, думая, что та является подругой их родителей, но позже узнаёт правду. Выясняется, что у Эббот и Буффе много общего.

#### Фрэнсис
Фрэнсис — бабушка Фиби (актриса — Одра Линдли (англ. Audra Lindley)) — в начале сериала — единственный живой родственник Фиби. Умирает в пятом сезоне в «Эпизоде с новой сумкой Джо» (англ. The One with Joey's Bag). Именно Фрэнсис вводит Фиби в заблуждение, говоря что фото Альберта Эйнштейна, это фото дедушки Фиби. А фото мужчины, продаваемого вместе с рамочками для фотографий, это фото её (Фиби) отца.

#### Тройняшки
Фрэнк Младший Младший, Лесли и Чендлер — дети, которых Фиби родила своему брату Фрэнку-младшему. Последнее имя выбирала Фиби: она не могла определиться выбрать Джоуи и Чендлер. В итоге выбрала Чендлера, но оказалось, что последний ребенок — девочка. Имя так и оставили.

### Родственники Джоуи Триббиани

#### Бабушка Триббиани № 1
Бабушка Триббиани № 1 (англ. Grandma Tribbiani, актриса — Пенни Сантон (англ. Penny Santon)). Появилась в 11 эпизоде 3 сезона («The One With Where Chandler Can’t Remember Which Sister»). По словам Джоуи, «она была шестой, кто плюнул на висящее тело Муссолини». Довольно властная и не дает сказать слово другим гостям за столом.

#### Бабушка Триббиани № 2
Бабушка Триббиани № 2 (англ. Grandma Tribbiani, актриса — Лилиан Шовен (англ. Lilyan Chauvin)) — бабушка Джоуи, появляющаяся в 19 эпизоде 5 сезона «Эпизод, где Росс не умеет флиртовать». Джоуи приглашает её в квартиру Моники посмотреть сериал «Закон и порядок», в серии которого он снялся, но фрагмент с его участием вырезали.

#### Джоуи Триббиани-старший
Джоуи Триббиани старший (англ. Joey Tribbiani Sr., актёр — Роберт Костанцо (англ. Robert Costanzo)) — отец Джоуи, появляющийся в 13 эпизоде 1 сезона «The One With The Boobies» («Эпизод с грудью»). Отец приезжает к Джоуи погостить на пару дней. Во время случайного вмешательства в разговор Триббиани-старшего по телефону, Джоуи узнает, что у отца есть любовница.

#### Глория Триббиани
Глория Триббиани (англ. Gloria Tribbiani, актриса — Бренда Ваккаро англ. Brenda Vaccaro)) — мать Джоуи, появляющаяся в 13 эпизоде 1 сезона «The One With The Boobies» («Эпизод с грудью»). Пришла поговорить с Джоуи по поводу двойной жизни Джоуи Триббиани-старшего.

#### Мэри-Энджела Триббиани
Мэри-Энджела Триббиани (англ. Mary Angela Tribbiani, актриса — Холли Гэньер (англ. Holly Gagnier)) — сестра Джоуи, появляющаяся в 11 эпизоде 3 сезона «The One With Where Chandler Can’t Remember Which Sister» («Эпизод, где Чендлер не помнит, какая сестра»). Целовалась с Чендлером на дне рождения Джоуи. Так как Чендлер был пьян, он не мог с утра вспомнить её лицо. Чтобы избежать гнева Джоуи, Чендлер сказал ему, что у него серьёзные чувства к девушке. В итоге правда была раскрыта, и Чендлеру досталось от всех сестёр Джоуи.

#### Мария-Тереза Триббиани
Мария-Тереза Триббиани (англ. Mary Theresa Tribbiani, актриса — Мими Либер (англ. Mimi Lieber)) — сестра Джоуи, появляющаяся в 11 эпизоде 3 сезона «The One With Where Chandler Can’t Remember Which Sister». Хотела соблазнить Чендлера на семейном обеде у Триббиани. Чендлер перепутал её с Мэри-Энджелой и начал извиняться. В итоге это увидела Мэри-Энджела, и позвала Джоуи. Так же появляется в спин-оффе «Джоуи» в 19 серии 1 сезона.

#### Куки Триббиани
Куки Триббиани (англ. Cookie Tribbiani, актриса — Алекс Менесес (англ. Alex Meneses)) — сестра Джоуи, появляющаяся в 11 эпизоде 3 сезона «The One With Where Chandler Can’t Remember Which Sister». Ударила Чендлера после того, как он не смог узнать Мэри-Энджелу, чтобы извиниться перед ней. При разговоре с Фиби призналась, что пила водку с клюквенным соком после того, как убила своего мужа.

#### Джина Триббиани
Джина Триббиани (англ. Gina Tribbiani, актриса — К. Й. Стейнберг) — сестра Джоуи, появляющаяся в 11 эпизоде 3 сезона «The One With Where Chandler Can’t Remember Which Sister». Появляется в спин-оффе «Джоуи», там Джину играет Дреа де Маттео. Известно, что Джина забеременела в 15 лет, и к сериалу «Джоуи», у неё есть сын Майк, которому 20 лет.

#### Дина Триббиани
Дина Триббиани (англ. Dina Tribbiani, актриса — Марла Соколофф (англ. Marla Sokoloff)) — младшая сестра Джоуи, появляющаяся в 10 серии 8 сезона «The One With The Monica’s Boots» («Эпизод с сапожками Моники»). Пришла посоветоваться с Рэйчел по поводу беременности. Боялась сказать Джоуи, что беременна. Когда Джоуи узнал об этом, он привёл с собой отца будущего ребёнка, и собирался, воспользовавшись саном, поженить нерадивых молодых. В итоге Дине удаётся отговорить Джоуи от этой затеи; при этом она прибавила, что Джоуи будет отличным дядюшкой.

#### Тина Триббиани
Тина Триббиани (англ. Tina Tribbiani, актриса — Лиза Марис) — сестра Джоуи, появляющаяся в 11 эпизоде 3 сезона «The One With Where Chandler Can’t Remember Which Sister».

#### Вероника Триббиани
Вероника Триббиани (англ.  Veronica) — сестра Джоуи, появляющаяся в 11 эпизоде 3 сезона «The One With Where Chandler Can’t Remember Which Sister».

## Возлюбленные главных героев

### Возлюбленные Джоуи

#### Кейт
Кейт (Дина Мейер) — актриса, с которой Джоуи познакомился в 3 сезоне на репетициях пьесы, в которой они играли главные роли. Кейт нелестно отзывалась о способностях Джоуи и, по его словам, была первой женщиной, которая его «отшила». Однажды после репетиции они проводят ночь вместе, но Кейт затем сказала, что это ничего не значит, что сбивает Джоуи с толку.
После провальной премьеры они сближаются, однако через некоторое время Кейт уезжает на съёмки сериала в Лос-Анджелес.

#### Анджела
Анджела (англ. Angela, актриса — Ким Гиллингэм (англ. Kim Gilliengham)) — девушка, которую Джоуи бросил, а потом решил вернуться к ней. К тому времени у неё уже был парень по имени Боб. Джоуи использует Монику, для того чтобы вернуть Анджелу. Появляется единственный раз в первом сезоне в «Эпизоде с восточногерманским стиральным порошком» (англ. The One with the East German Laundry Detergent).

#### Кэйти
Кэйти (актриса — Пейджет Брюстер, англ. Paget Brewster) — девушка Джоуи, первый раз появляется в «Эпизоде с новой подружкой Джоуи», они познакомились на пробах. Между Кэйти и Чендлером развивается взаимная симпатия, позже выливаясь в поцелуй. Сначала Джоуи злится из-за этого и Кэйти решает покинуть Нью-Йорк, но Джоуи даёт добро на их отношения и пара воссоединяется.

#### Джанин
Джанин Лакруа (англ. Janine LaCroix, актриса — Эль Макферсон (англ. Elle Macpherson)) — австралийская танцовщица, поселившаяся вместе с Джоуи после переезда Чендлера в квартиру Моники. Сначала она не отвечала Джоуи взаимностью, но через некоторое время у них завязались отношения. В конце концов Джанин и Джо расстались по причине неприязни Джанин к Чендлеру и Монике, и ей пришлось съехать.

#### Эрин
Эрин (англ. Erin, актриса — Кристин Дэвис (англ. Kristin Davis)) девушка, с которой Джоуи переспал и решил с ней порвать. Рэйчел и Фиби убедили Джоуи, что Эрин — Женщина его мечты, и он продолжил с ней встречаться. Но Эрин бросила его, что было одним из самых неприятных эпизодов в личной жизни Джоуи.

#### Чарли
Чарли Уилер (актриса — Айша Тайлер, англ. Aisha Tyler) — привлекательная профессор палеонтологии, в которую Росс влюбляется в 9-м сезоне. Он собирается пригласить ее на свидание, но уже слишком поздно — её пригласил Джоуи. Росс расстроен, но все же помогает Джоуи придумать интересные места, куда сводить ее на свидания. На конференции Росса на Барбадосе Чарли рассказывает Джоуи, что у них нет ничего общего и расстается с ним. Затем она и Росс сходятся. Но через некоторое время она уходит к своему бывшему парню-доктору наук.
Роль Чарли была создана в рамках реакции на критику сериала о том, что в нем мало играют актеры этнических меньшинств. Айша Тайлер была только вторым главным персонажем, который изображался темнокожей актрисой, после темнокожей женщины в 7-м сезоне. Роль не была специально написана для темнокожего актера. Тайлер сказала: "Я надеюсь, что разочарование [людей] в отношении [отсутствия этнического разнообразия] смягчено тем фактом, что, когда они написали эту роль, они не обманулись. Они создали ее настолько умной, и сексуальной, и возвышенной, она была не просто черной девушкой в «Друзьях».

### Возлюбленные Чендлера

#### Дженис
Дженис Литман Горальник, урожденная Хозенштейн (англ. Janice Litman Goralnik, актриса — Мэгги Уилер (англ. Maggie Wheeler)) — странная девушка, с которой встречается Чендлер Бинг. Они несколько раз расставались, но силы воли Чендлера надолго не хватало на то, чтобы порвать с ней окончательно. В первый раз появляется в 5-й серии 1-го сезона («Эпизод с восточногерманским стиральным порошком» (англ. The One with the East German Laundry Detergent)).
Дженис появляется в каждом сезоне сериала и известна своим скрипучим голосом, противным смехом и «фирменной» фразой «О-мой-бог!» (англ. Oh… my… God!, в другом переводе — «Бо-же мой!»).
Они встречались и расставались как минимум четыре раза. Последний раз Чендлер был вынужден обмануть её о поездке в Йемен, объяснив это рабочей поездкой «по поиску новых видов топлива». После этого у неё была попытка построить отношения с Россом, но ничего не вышло, потому что Росс начал её раздражать своими жалобами и стонами.
Последний раз Дженис появляется в «Эпизоде, в котором Эстель умирает»: она чуть было не покупает дом по соседству с домом Чендлера и Моники.

#### Аврора
Аврора (актриса — София Милос) — девушка Чендлера из шестой серии первого сезона («Эпизод с задом» (англ. The One with the Butt)). У неё насыщенная жизнь: она служила в израильской армии и много путешествовала. А ещё у неё есть муж и любовник. В конце серии, когда у Авроры появляется ещё один парень, Чендлер отказывается от подобных отношений и бросает её.

#### Джейд
Джейд (актриса Бриттни Пауэлл) — в 5 серии 2 сезона звонит в квартиру Чендлера и Джоуи в поисках предыдущего хозяина Боба. Чендлер отвечает за Боба и назначает ей свидание. А после утешает, когда та понимает, что Боб не пришёл. Но Чендлер её не впечатлил.

#### Сьюзи Мосс
Сьюзи Мосс (актриса Джулия Робертс) — бывшая одноклассница Чендлера, гримёр на съёмочной площадке. Однажды Чендлер задрал ей юбку, и с тех пор она испытывала желание отомстить ему. В конце концов она оставляет его в туалете ресторана в её трусах.

#### Джоанна
Джоанна (актриса Элисон Лаплака) начальница Рэйчел. Чендлер встречается с ней, несмотря на протесты Рэйчел. Однажды, когда Чендлер хотел с ней порвать, она приковала его наручниками в своем офисе и сбежала. Была сбита машиной возле офиса, на следующий день после того как обещала Рэйчел Грин повышение, не успев выполнить обещание.

#### Марджери
Марджери (актриса Кристина Мур) — девушка из клиники сна. В двадцатой серии четвёртого сезона («Эпизод со свадебными платьями» (англ. The One with the Wedding Dresses)) Чендлер ведёт Джоуи в Клинику Сна, чтобы тот избавился от храпа. Там Чендлер знакомится с девушкой Марджери, которая говорит во сне. В конце серии Чендлер на деле узнает, как именно, что и является причиной их расставания.

#### Кэйти
Кэйти (актриса Пэйджит Брюстер (англ. Paget Brewster)) — актриса, с которой встречался Джоуи, пока в неё не влюбился Чендлер и она не ушла к нему. За это Джоуи разозлился на друга и заставил его сидеть в ящике, чтобы тот почувствовал свою вину. Но через некоторое время Чендлер расстался с Кэйти, подумав, что у неё роман с коллегой по театру. Когда он собрался попросить прощения у Кэйти и пришёл к ней домой, оказалось, что теперь она точно спит с тем парнем.
Когда Пэйджет Брюстер прибыла на ее прослушивание, она считала себя «обычной альтернативой», и у нее не было шанса получить эту роль. Мэтью Перри позже сказал ей, что продюсеры знают, что она хороша для этой роли. Брюстер не хотела, чтобы Кэйти была изменницей. Девушки из основного состава согласились с ней и попытались убедить продюсеров в том, чтобы вместо этого Кэйти играла это в спектакле.

### Возлюбленные Росса

#### Кэрол Уиллик
Кэрол Уиллик (англ. Carol Willick, актриса — Анита Бэрон (англ. Anita Barone), позже — Джейн Сиббет (англ. Jane Sibbett)) — первая жена Росса Геллера, с которой тот познакомился ещё в колледже. Они встречались семь лет и прожили в браке восемь месяцев, но потом расстались из-за того, что Кэрол поняла, что является лесбиянкой. Росс сильно переживал из-за разрыва, но впоследствии они с Кэрол сохранили хорошие отношения.
Вскоре после этого она родила от Росса сына, Бэна.
После развода Кэрол жила вместе со своей подругой, Сьюзан. Во втором сезоне сериала они поженились.

#### Джули
Джули (актриса — Лоурен Том (англ. Lauren Tom)) — подруга Росса; родилась в Нью-Йорке, имеет азиатские черты лица (из-за чего Рэйчел подумала, что она не разговаривает по-английски). Они вместе заканчивали колледж и встречаются на раскопках в Китае, которые возглавляла Джули.

#### Хлои
Хлои (актриса — Анджела Физерстоун (англ. Angela Featherstone)) — работница копировального центра с пирсингом в пупке. Чендлер и Джоуи часто приходят в центр, чтобы поглазеть на неё. Однако Хлои больше по вкусу Росс, и однажды на вечеринке она приглашает удрученного Росса на танец (тот был в депрессии, думая, что Рэйчел сейчас с Марком), на утро они просыпаются в одной постели. Узнав об этом, Рэйчел полностью разорвала отношения с Россом.

#### Шерил
Шерил (англ. Cheryl, актриса — Ребекка Ромейн (англ. Robecca Romijn)) — коллега Росса по университету. Росс расстался с ней из-за того, что её квартира напоминала настоящую свалку.

#### Эмили Уолтэм
Эмили Уолтэм (англ. Emily Waltham, актриса — Хелен Баксендейл (англ. Helen Baxendale)) — вторая жена Росса. Эмили — племянница начальника Рэйчел из Англии, когда та работала в Блумингсдейле (именно через Рэйчел Росс познакомился с Эмили), с которой встречается Росс Геллер, а затем они играют свадьбу.
Во время свадебной церемонии Росс назвал имя «Рэйчел» вместо «Эмили». После окончания церемонии Эмили убегает, однако позже звонит Россу и предлагает попробовать все сначала при условии, что тот больше не будет видеться с Рэйчел. Росс соглашается, но позже они расстаются из-за того, что Эмили не доверяла Россу.
Персонаж появляется в 14 эпизодах. Сценаристы рассчитывали на более длительное нахождение Эмили в сериале, но съемки совпали с первой беременностью актрисы, и тем, что она в реальности проживала в Англии, а не в США.

#### Бонни
Бонни (англ. Bonnie, актриса — Кристин Тейлор) — ранее лысая подруга Фиби, которая симпатизирует Россу. По «совету» Рэйчел, Бонни снова побрила голову налысо в Монтоке, так как та ревновала её к Россу. Тот после долгих раздумий расстался с Бонни и вернулся к Рэйчел.

#### Элизабет
Элизабет Стивенс (англ. Elizabeth Stevens, актриса — Александра Холден (англ. Alexandra Holden)) — студентка, роль отца которой сыграл Брюс Уиллис. Росс встречался с ней в 6-м сезоне, несмотря на негативное отношение к этому профессоров университета.

#### Мона
Мона (англ. Mona, актриса — Бонни Сомервилл) — коллега в ресторане Моники, с которой Росс познакомился на свадьбе Чендлера и Моники. Пара встречалась, пока беременная Рэйчел не переехала в квартиру Росса. Росс думал, что Мона поймет сложившуюся ситуацию, оказалось, что она против этого переезда. Мона бросила Росса в день Всех Влюбленных. Позже Росс понял, что его любимая розовая рубашка осталась у Моны на квартире. Ему пришлось пробраться в неё, а Мона решила, что Росс хочет возобновить отношения.

#### Кейт
Кэйт (англ. Kate, актриса Рена Софер) девушка из 21 серии 8 сезона. Работала в магазине для детей, куда пришли Росс и Рэйчел. Росс сходил с ней на одно свидание, после чего Рэйчел попросила его больше с ней не встречаться.

#### Чарли
Чарли Уилер (англ. Charlie Wheeler, актриса — Айша Тайлер (англ. Aisha Tyler)) — коллега Росса по университету. Сначала Росс хотел начать с ней отношения, но на вечеринке актёров «Дни нашей жизни» она поцеловалась с Джоуи. На Барбадосе, где Росс читал свою речь, они начали встречаться после её разрыва с Джоуи, с которым у неё слишком мало общего. Бросила Росса ради бывшего парня, лауреата Нобелевской премии, который признался ей в любви.

### Возлюбленные Моники

#### Юный Итон
Итон (актёр — Стэн Кирш (англ. Stan Kirsch)) — бойфренд Моники из 22 серии первого сезона. Выдавал себя за выпускника колледжа, а Моника — за более молодую девушку. После секса Моника призналась, что ей на 5 лет больше, чем она говорила раньше, а Итон признался, что он не выпускник колледжа, а выпускник школы. Из-за разницы в возрасте Моника решает расстаться с Итоном.

#### Ричард Бёрк
Ричард Бёрк (англ. Richard Burke, актёр — Том Селлек (англ. Tom Selleck)) — окулист, друг семейства Геллеров. Немного старше Моники (на 21 год). Продолжительное время был парнем Моники. Они расстались из-за того, что Моника хотела детей, а он — нет. В тот день, когда Чендлер собирался сделать предложение руки и сердца Монике, они встречают Ричарда в ресторане. Ричард приходит к Монике и сожалеет, что расстался с ней, однако Моника говорит, что любит Чендлера.

#### Пол
Красавчик-Пол (англ. Paul, актёр — Джон Аллен Нельсон (англ. John Allen Nelson)) — бойфренд Моники из первой серии первого сезона («Эпизод, где Моника берет новую соседку»)). Пол признался Монике, что после развода уже несколько лет не может заниматься любовью. После этого на работе Моника рассказывает своей коллеге о «бедном» Поле, которому она вернула вкус к жизни. Выясняется, что она не первая, кого Пол ввёл в заблуждение своим рассказом.

#### Алан
Алан (англ. Alan) актер Джефри Лоуэр (англ. Geoffrey Lower) — бойфренд Моники из третьей серии первого сезона («Эпизод с большим пальцем» (англ. The One with the Thumb)). Все друзья Моники от него в восторге, но самой Монике он не нравится. В результате она бросает его, что вызывает сильное огорчение у всех остальных. Сам же он в последнем разговоре с Моникой признаётся, что терпеть не может её друзей.

#### Боб
Боб (англ. Bob, актёр — Джек Армстронг (англ. Jack Armstrong)) — бывший парень бывшей девушки Джоуи, Анжелы. С Моникой его знакомит Джоуи. Изначально Моника не знает, что он — парень Анжелы. Когда она об этом узнаёт, они с Джоуи сговариваются разбить эту пару.

#### Весельчак Бобби
Бобби (англ. Bobby, актёр — Винсент Вентреска (англ. Vincent Ventresca)) появляется в двух эпизодах сериала — в 10-й серии первого сезона «Эпизод с Обезьяной» (англ. The One With the Monkey), где у него умирает дедушка, и 10-й серии второго сезона «Эпизод с Рассом» (англ. The One With Russ), в котором они с Моникой расстаются, потому что он не может веселиться без выпивки. Ради Моники он решает бросить пить и из весельчака превращается в «до коликов скучного Бобби». Чтобы вытерпеть его несмешные шутки, Моника начинает выпивать. Бобби предлагает Монике расстаться, так как считает, что она злоупотребляет спиртным, а он сам не готов к серьёзным отношениям.

#### Хулио
Хулио (актёр — Карлос Гомес) — появляется в 12-й серии 3 сезона «Эпизод Со Всей Ревностью» (англ. The One with All the Jealousy). Официант в кафе, где работала Моника. Провели вместе ночь, во время которой Хулио написал стих про пустую вазу, который Фиби расшифровала как сравнение с пустотой Моники. В отместку она заказала ему оскорбительную «музыкальную открытку», которую исполнили в кафе при посетителях.

#### Пит Беккер
Пит Беккер (англ. Pit Becker, актёр — Джон Фавро (англ. John Favreau)) — гений компьютерного обеспечения и мульти-миллионер, влюблённый в Монику, но не получающий с её стороны взаимности. Он покупает для Моники ресторан, чтобы та работала в нём шеф-поваром. Монике нравится Пит, но она не считает его сексуально привлекательным. Но один поцелуй с ним меняет её мнение, и Моника становится его девушкой. Расстались они, когда Пит решил во что бы то ни стало добиться титула чемпиона в боях без правил, поскольку Моника не желала смотреть на то, как калечат её любимого человека.

### Возлюбленные Рэйчел

#### Барри Фарбер
Барри Фарбер (англ. Barry Farber, актёр — Митчелл Уитфилд (англ. Mitchell Whitfield)) — дантист; несостоявшийся муж Рэйчел Грин. Она бросает его в первой серии сериала. Позже она хочет вернуться, но Барри не может выбрать между ней и её подругой Минди Хантер. Впоследствии Барри женится на второй (24-я серия первого сезона), но в шестом сезоне, они разводятся, так как Барри изменял ей.

#### Пауло
Пауло (англ. Paolo, актёр — Козимо Фуско (англ. Cosimo Fusco) (появился в 7 эпизоде 1 сезона) — итальянец, живущий этажом ниже. Рэйчел вернула ему кота и пригласила к Монике. Они расстались из-за того, что Пауло приставал к Фиби во время сеанса массажа. Позднее он ещё раз появился, когда Рэйчел пригласила его к себе, возревновав Росса.
Также он имел очень короткое появление на заднем плане — в эпизоде с Джулией Робертс и Жан-Клодом Ван Даммом («Эпизод после Суперкубка»).

#### Расс
Расс (англ. Russ, актёр — Дэвид Швиммер (англ. David Schwimmer), хотя в титрах обозначен как Снаро (англ. Snaro) — парень Рэйчел, с которым она начала встречаться после того, как узнала, что Росс составил список её недостатков. Является точной копией Росса, чего Рэйчел не замечает. Сам Росс его терпеть не может, называя того «унылым» и «недоноском». Рэйчел бросила его, когда поняла, что встречается с точной копией Росса; вскоре после этого Расс стал встречаться с Джули.
Дени 
Дэни — (актер — Джордж Ньюберн (англ. George Newbern)) — парень, которого Рэйчел и Моника из-за бороды и патл приняли за снежного человека и задымили в кладовке, когда искали вафельницу. Рэйчел бросила его из-за крайней близости (на грани инцеста) с сестрой.

#### Томми
Томми (актёр — Бен Стиллер (англ. Ben Stiller)) — агрессивный хулиган, которого Рэйчел находит, чтобы не быть одной на спектакле, где играет Джоуи, когда узнала, что Росс придет с парой. Легко выходит из себя по малейшим поводам и оказывается при этом полным неадекватом, но поначалу это замечает только Росс, что Рэйчел и остальные принимают за ревность с его стороны. Рэйчел планировала начать встречаться с Томми постоянно, но увидев, как тот кричит на Цыпу и Утю в квартире Чендлера, заканчивает отношения с ним. (22-й эпизод 3 сезона)

#### Пол Стивенс
Пол Стивенс (англ. Paul Stevens, актёр — Брюс Уиллис (англ. Bruce Willis)) — отец Элизабет (студентки, с которой встречался Росс). Рэйчел рассталась с ним из-за того, что он стал слишком сентиментальным.

#### Джошуа Бёргин
Джошуа Бёргин (англ. Joshua Burgin, актёр — Тейт Донован (англ. Tate Donovan) (появляется в 4 сезоне, 13 эпизод) — недавно разведённый клиент Рэйчел в «Bloomingdale’s». У них завязываются отношения на прощальной вечеринке для Эмили, но потом Джошуа бросил Рэйчел из-за её стремления выйти замуж за него в скором времени.

#### Тэг Джонс
Тэг Джонс (англ. Tag Jones, актёр — Эдди Кахилл (англ. Eddie Cahill)) (появился в 4 эпизоде 7 сезона) — парень Рэйчел и по совместительству её помощник по работе. Рэйчел приняла его на работу, потому что он ей понравился, отказав другой женщине, которая более подходила на эту должность. Тэг на 6 лет младше Рэйчел.
Рэйчел бросила его на свой 30-й день рождения, после того как поняла, что Тэг недостаточно зрелый, чтобы продолжать с ним отношения. Тэг пытался однажды вернуть Рэйчел, но испугался, узнав о её беременности. У него был такой же красный свитер, как у Росса в ночь зачатия Эммы (что создало путаницу, кто же на самом деле является отцом Эммы; Фиби и все друзья были уверены, что это Тэг, пока Росс не пришёл за свитером).

#### Гевин Митчел
Гевин Митчел (англ. Gavin Mitchell, актёр — Дермот Малруни (англ. Dermot Mulroney)) — заместитель Рэйчел, пока она находилась в декретном отпуске. Сначала они конфликтуют, но затем начинают симпатизировать друг другу. Расстаются потому, что Гевин понимает, что Рэйчел любит Росса.

### Возлюбленные Фиби

#### Роджер
Роджер (англ. Roger, актёр — Фишер Стивенс (англ. Fisher Stevens)) — психотерапевт, имевший привычку ставить психологические диагнозы друзьям Фиби, чем сильно раздражал их. Устав от «проницательности» Роджера, Фиби вскоре рассталась с ним.

#### Дэвид
Дэвид (англ. David, актёр — Хэнк Азариа) — учёный, в дальнейшем уехавший в длительную командировку в Минск, впоследствии не раз возвращавшийся в Штаты, пока в 9 сезоне не вернулся насовсем и даже сделал Фиби предложение. Фиби всякий раз очень тяжело переживала расставание с ним, но, встретив своего будущего мужа Майка, поняла, что ее чувства к Дэвиду прошли. В первый раз появляется в 10-й серии 1-го сезона (Эпизод с обезьяной (англ. The One with the Monkey)).
Дункан
Дункан (англ. Dunkan, актер — Стив Зан) — фиктивный муж Фиби во втором сезоне в «Эпизоде с мужем Фиби», канадец, гомосексуал и танцор на льду. Для встречи с ним Фиби наряжается, так как у нее есть к нему чувства, хотя они поженились из-за документов и он являлся гомосексуалистом. Впоследствии выясняется, что Дункан натурал, у него есть девушка, и он просит Фиби подписать документы для развода.
Роберт
Роберт (англ. Robert, актёр — Маркус Фленаган) появляется в 13 серии 3 сезона, всякий раз носил слишком свободные спортивные шорты, не поддевая под них трусы.

#### Винс и Джейсон
Винс (англ. Vince, актёр — Мэтт Батталия (англ. Matt Battaglia)) — пожарный, Джейсон (англ. Jason, актёр — Роберт Гант англ. Robert Gant)) — учитель (оба появились в 23 эпизоде 3 сезона). Фиби никак не может определиться, кого же из них ей выбрать, и встречается с обоими. Тайна все равно становится явной, и Джейсон бросает ее. Винс же бросает ее, так как та разводила огонь в лесном массиве.

#### Райан
Райан (англ. Ryan, актёр — Чарли Шин (англ. Charlie Sheen)) (2 сезон, 23 эпизод) — подводник, с которым Фиби встречается раз в 2 года. Она заразила его ветрянкой, и все запланированные выходные они проболели у Фиби дома, стараясь не чесаться.

#### Майк Ханниган
Майк Ханниган (англ. Mike Hannigan, актёр — Пол Радд (англ. Paul Rudd) — сначала парень, затем муж Фиби из довольно богатой семьи. Однажды Фиби и Джо решили организовать друг для друга свидания, но Джо забыл найти для неё пару и в результате ему пришлось знакомить Фиби со случайным человеком по имени Майк. Фиби довольно быстро распознаёт обман, но позже Майк находит ее в кофейне и приглашает на свидание. Они расстаются из-за того, что Майк не хотел жениться, но позже он всё-таки делает ей предложение В 12-м эпизоде 10 сезона Майк женится на Фиби.

#### Гарри
Гарри (англ. Gary, актёр — Майкл Рапапорт (англ. Michael Rapaport)) — нью-йоркский полицейский, хозяин значка, найденного Фиби в кофейне. Их отношения были идеальными, пока они не съехались и утром Гарри не убил из пистолета птицу на глазах у Фиби.

#### Джим
Джим Нельсон (англ. Jim Nelson, актёр — Джеймс Легро (англ. James LeGros) — парень, с которым Фиби повсюду сталкивалась (8 сезон 17 эпизод) и решила, что он — её судьба. Однако во время первого же обеда с ним она поняла, кто Джим на самом деле, и рассталась с ним.

#### Паркер
Паркер (англ. Parker, актёр — Алек Болдуин (англ. Alec Baldwin)) — познакомился с Фиби в прачечной (8 сезон 17 эпизод). Они расстались быстро, потому что Паркер был слишком восторженным и начал этим всех раздражать (8 сезон 18 эпизод).

## Другие персонажи

### Знакомые всех друзей

#### Гантер
Гантер (англ. Gunther, актёр — Джеймс Майкл Тайлер (англ. James Michael Tyler)) — менеджер Центральной Кофейни, на протяжении всех эпизодов тайно влюбленный в Рэйчел Грин. Признается в своей любви Рейчел только в последней серии последнего эпизода. Никто из героев не знает его фамилии. Впервые появляется в «Эпизоде с сонограммой в конце» (англ. The One with the Sonogram at the End).
Известно, что в прошлом Гантер был актёром и снимался в сериале «Все мои дети». Из сериала его вывели, убив героя снежной лавиной.
В нескольких эпизодах говорится, что Гантер — голландец. Он также немного говорит по-голландски. Тем не менее Гантер — типичное немецкое имя (нем. Günther). В Нидерландах только люди, иммигрировавшие из немецкоговорящих стран или с одним или двумя немецкими родителями, имеют имя Гантер. Известно, что являлся соседом Жасмин, массажистки и подруги Фиби.

#### Терри
Терри (англ. Terry, актёр — Макс Райт (англ. Max Wright)) — менеджер Центральной Кофейни. Когда Рэйчел работала в кофейне, он часто ворчал на неё за то, что она плохо справляется со своими обязанностями. Также он не переносит песни Фиби.

#### Уродливый Голый Мужик
Уродливый Голый Мужик (англ. Ugly Naked Guy, актёр — Джон Хауген (англ. Jon Haugen)) живёт в доме напротив и его квартира отлично видна из окна Моники. Друзья часто наблюдают за ним (как он наряжает ёлку, стелит на кухне плитку, лепит снежную бабу и т. д). Впервые появляется в «Эпизоде с сонограммой в конце» (англ. The One with the Sonogram at the End).
Как выясняется в одном из эпизодов, Голый Мужик не всегда был толстым. Когда Фиби ещё жила в квартире Моники (незадолго до начала событий, описываемых в сериале), она как-то отметила, что «Голый Красавчик начал полнеть».
После того как Голый Мужик уезжает, в его квартире поселяется Росс (для этого ему приходится и самому оголиться).

#### Тригер
Мистер Тригер (англ. Mr. Treeger, актёр — Майкл Хагерти (англ. Michael Hagerty)) — управляющий домом, в котором живут друзья. Грубоватый, простой мужчина средних лет. Не очень ладит с друзьями. Однажды с помощью Джоуи научился хорошо танцевать, чтобы пойти на свидание.

#### Молли
Молли (англ. Molly, актриса — Мелисса Джордж (англ. Melissa George)) — привлекательная няня Эммы, которая очень заинтересовывает Джоуи. Лесбиянка. Появляется в двух эпизодах: «Эпизод с крысами Фиби» и «Эпизод где поет Моника».

#### Цыплёнок и Утка
Цыплёнок (англ. The Chick) и Утка (англ. The Duck) (в другом переводе — Цыпа и Утя) — домашние животные Чендлера и Джоуи, живущие в их квартире. Джоуи покупает Цыплёнка, увидев по телевизору часть сюжета о неуместности подобных подарков. Чендлер хочет вернуть его, но узнав, что цыплёнка скорее всего убьют, оставляет его, а заодно берет ещё и Утку. Впоследствии Цыплёнок вырастает во взрослого петуха и сильно досаждает соседям.
В седьмом сезоне Цыплёнок и Утка исчезают (позже выясняется, что они умерли от старости, хотя Джоуи предполагал, что их сдали на ферму).
В последнем сезоне Джоуи делает подарок Чендлеру и Монике — Цыплёнка Младшего и Утёнка Младшего, которые тут же попадают в настольный футбол. Чтобы вызволить их оттуда друзьям приходится сломать стол.

### Персонажи, наиболее связанные с Россом

#### Сьюзан Банч
Сьюзан Банч (англ. Susan Bunch, актриса — Джессика Хект (англ. Jessica Hecht)) — лесбиянка, живущая вместе с бывшей женой Росса, Кэрол, и участвующая в воспитании их сына Бена.
Они с Россом плохо ладят, но это не мешает им вместе ухаживать за беременной Кэрол, а впоследствии — и за Беном.

#### Марсель
Марсель (англ. Marcel) — экзотическая обезьянка (капуцин), некоторое время жившая у Росса. Позже, из-за полового созревания обезьянки, Росс отдал её в зоопарк.
Впоследствии выясняется, что Марсель стал звездой рекламы и кино и даже снимается в одном фильме с Жан-Клодом Ван Даммом.

#### Уилл Колберт
Уилл Колберт (актёр — Брэд Питт) — сильно похудевший школьный друг Росса и Моники. Ненавидит Рэйчел. Был сооснователем (вместе с Россом) клуба по ненависти Рэйчел Грин.

### Персонажи, наиболее связанные с Моникой

#### Мистер Хекклс
Мистер Хекклс (англ. Mr. Heckles, актёр — Ларри Хэнкин (англ. Larry Hankin)) — чудаковатый старик, живущий в квартире этажом ниже квартиры Моники. Постоянно приходит к девушкам и жалуется, что они шумят. В одной из серий выясняется, что именно благодаря ему соседом Чендлера стал Джоуи Триббиани.
После смерти Мистера Хекклса выясняется, что он завещал все своё имущество «двум шумным девушкам сверху» — Монике и Рэйчел. Разбирая барахло Хэкклса, Чендлер видит свое явное сходство с ним.

### Персонажи, наиболее связанные с Джо

#### Эстель Леонард
Эстель Леонард (англ. Estelle Leonard, актриса — Джун Гейбл (англ. June Gable)) — агент Джоуи Триббиани. Она постоянно курит и периодически забывает что-то очень важное. Несмотря на то, что она была не самым лучшим агентом, она все же организовала для Джоуи несколько весьма удачных ролей.
Эстель умирает в десятом сезоне сериала. К тому времени помимо Джоуи у неё работал только Эл Зибукер — «парень, который ест бумагу».
В первом сезоне актриса Джун Гейбл также сыграла эпизодическую роль медсестры при родах Кэрол..

### Персонажи, наиболее связанные с Чендлером

#### Эдди
Эдди (актёр — Адам Голдберг) — сумасшедший временный сосед Чендлера. Живёт у него с 17 по 19 серию 2 сезона. Страдает амнезией и страстью к дегидрированию овощей и фруктов.

### Персонажи, наиболее связанные с Рэйчел

#### Минди
Минди (англ. Mindy, актрисы Дженнифер Грей и Джана Мари Хапп) — одна из лучших подружек юности Рэйчел Грин. Выясняется, что Барри встречался с ней и с Рэйчел одновременно. В 24 серии второго сезона выходит замуж за несостоявшегося жениха Рэйчел Грин — Барри.

#### Лесли
Лесли (англ. Leslie, актриса — Марисса Рибизи (англ. Marissa Ribisi)) — подруга Рэйчел Грин. Впервые появляется в четвёртой серии первого сезона («Эпизод с Джорджем Стефанопулосом» (англ. The One with George Stephanopoulos)).

#### Кики
Кики (актриса — Мишель Майка (англ. Michele Maika) — подруга Рэйчел Грин, которая очень хорошо сбросила в весе. Впервые появляется в четвёртой серии первого сезона («Эпизод с Джорджем Стефанопулосом» (англ. The One with George Stephanopoulos)).

#### Джоанна
Джоанна (англ. Joanna, актриса — Элисон Лаплака) — начальница Рэйчел Грин. Короткое время встречалась с Чэндлером.

#### Марк
Марк Робинсон (англ. Mark Robinson, актёр — Стивен Экольт (англ. Steven Eckholdt)) — коллега Рэйчел Грин по новой работе, к которому её ревнует Росс Геллер. Рэйчел познакомилась с ним в диско-кафе, где работала Моника, он же получил для нее место у себя в офисе. Когда Рэйчел и Росс решили сделать перерыв в отношениях, Марк утешает Рейчел, Росс слышит его голос по телефону, злится и после чего спит с Хлои.

#### Мелисса Уорбертон
Мелисса Уорбертон (англ. Melissa, актриса — Вайнона Райдер (англ. Winona Ryder)) — одна из подруг Рэйчел Грин в женском обществе колледжа Рэйчел, с которой она однажды страстно целовались. Появляется в двадцатой серии седьмого сезона («Эпизод с долгим поцелуем Рэйчел» (англ. The One with Rachel's Big Kiss)).